# المهرة (الرقة)
المهرة قرية سورية تتبع ناحية عين عيسى في منطقة تل أبيض في محافظة الرقة. بلغ عدد سكانها 484 نسمة في عام 2004 حسب إحصاء المكتب المركزي للإحصاء.